# Bertrand (prénom)
Pour les articles homonymes, voir Bertrand.
Cette page présente le prénom Bertrand ainsi que ses variantes.
Bertrand est un prénom français.

## Étymologie
Bertrand est un prénom d'origine germanique, composé des deux éléments : berht « brillant, illustre » et hramn « corbeau »,. Il peut être écrit également Bertran, Bertram, Bertranet, Bertraneu et il a pour féminins Bertrande et Bertrane.

## Hypocoristiques
Plusieurs diminutifs sont associés à ce prénom dont les plus connus sont Bertie et Bébert.

## Personnalités portant ce prénom
Pour les articles sur les personnes portant ce prénom, consulter la liste générée automatiquement pour le prénom Bertrand, le prénom Bertram et le prénom Bertrán.

## Personnage de fiction
- Bertrand est le nom d'un singe dans la fable de La Fontaine le Singe et le chat.